# Букатовка
Букатовка — село в Воскресенском районе Саратовской области, входит в состав населённых пунктов Синодского муниципального образования.

## География
Село расположено в 5 километрах от волжского устья реки Терешка, в 55 километрах от Саратова и 23 километрах от Воскресенского. Ниже села река Елшанка впадает в Терешкинский залив Волгоградского водохранилища.
В селе несколько улиц. Основная улица носит название Рабочая.

## Население
| 2002 | 2010 | 2014 | 2015 |
| ---- | ---- | ---- | ---- |
| 391  | ↘305 | ↗374 | ↘354 |

## История
Русская государственная деревня Букатовка была основана на речке Елшанка, к востоку от почтовой дороги в начале XIX века (по другим данным на столетие раньше, что менее вероятно). Согласно народному преданию, первым в этих плодородных местах поселился крестьянин Букат из Воскресенского.
В 1904 году в Букатовке открылась земская школа, а спустя три года была достроена церковь во имя преподобного Сергия Радонежского, каменная, с колокольней.
В 1927 году в селе образовались три артели: «Красное Знамя», «Новый быт» и «Посевное товарищество». Сергиевский храм был закрыт в 1932 году с передачей уже два года пустовавшего здания под колхозный клуб. Впоследствии церковь была разрушена.
В годы Великой Отечественной войны более 200 жителей села ушли на фронт, 68 из них не вернулись обратно.
В 1965 году букатовский колхоз был преобразован в совхоз. В рамках программы по благоустройству и модернизации сёл вновь образованного Воскресенского района в 1985 году открылись новая школа, детский сад, был проведён газ.

## Население
| 2002 | 2010 | 2014 | 2015 |
| ---- | ---- | ---- | ---- |
| 391  | ↘305 | ↗374 | ↘354 |

## Известные личности
Уроженцами села являются:
- герой Великой Отечественной войны, полный кавалер трёх орденов Славы Михаил Григорьевич Новосельцев;
- заслуженный художник РСФСР Иван Михайлович Новосельцев;
- военный летчик, кавалер ордена Красной Звезды Николай Андреевич Поморов

## Инфраструктура
На территории села работает общеобразовательная школа, Имеются отделение связи, клуб, фельдшерско-акушерский пункт.

## Достопримечательности
В селе находится монумент погибшим 1941—1945 годах землякам. Он представляет собой широкую стелу с барельефом воина и красным знаменем, у подножия которой лежат плиты с именами погибших.

## Транспорт
На противоположном берегу Терешки проходит федеральная трасса Р228, с которой Букатовку связывает расположенный в 13 километрах севернее мост, за которым также находится и ближайшая железнодорожная станция Медяниково.